# Charles L. Campbell
Charles Lincoln Campbell (* 17. August 1930; † 21. Juni 2013 in Los Angeles) war ein US-amerikanischer Tontechniker und -ingenieur, der drei Mal den Oscar für den besten Tonschnitt erhielt.

## Leben
Campbell begann Mitte der 1960er Jahre als Tontechniker bei Dokumentarfilmen für das Fernsehen und dann in den 1970er Jahren auch bei Fernsehfilmen und später Kinofilmen.
Für den von der American Broadcasting Company (ABC) produzierten Dokumentar-Spielfilm Die Nacht, als die Marsmenschen Amerika angriffen (The Night That Panicked America, 1975) gewann er mit Lawrence E. Neiman, Colin C. Mouat, Larry Carow, Donald L. Warner Jr., John W. Singleton, Thomas McMullen, Joe Divitale, Carl Kress, John Kline und John Hanley einen Emmy für herausragende Leistungen beim Tonschnitt in einem Sonderprogramm. Für den von der National Broadcasting Company (NBC) produzierten Fernseh-Katastrophenfilm Feuerfalle (1978) wurde er abermals für herausragende Leistungen beim Tonschnitt nominiert und zwar gemeinsam mit Lawrence E. Neiman, Colin C. Mouat, Donald L. Warner Jr., David Pettijohn, Pieter Hubbard, Gary Vaughan, Charles E. Moran, Robert Canton und Martin Varno.
Seinen ersten Oscar für den besten Tonschnitt erhielt er bei der Oscarverleihung 1983 mit Ben Burtt für E.T. – Der Außerirdische (1982) und war daneben mit Gene Cantamessa, Robert Knudson, Robert J. Glass und Don Digirolamo auch für den BAFTA Award für den besten Ton nominiert.
Seinen zweiten Oscar für den besten Tonschnitt gewann er mit Robert R. Rutledge 1986 für Zurück in die Zukunft (1985).
Nach dem Gewinn des BAFTA Awards für den besten Ton mit Louis L. Edemann, Robert Knudson und Tony Dawe für Das Reich der Sonne (1987) erhielt er bei der Oscarverleihung 1989 mit Louis L. Edemann erneut eine Auszeichnung für den besten Tonschnitt für Falsches Spiel mit Roger Rabbit (1988).
Seine letzte Oscarnominierung für den besten Tonschnitt erfolgte zusammen mit Richard C. Franklin 1991 für Flatliners – Heute ist ein schöner Tag zum Sterben (1990). Danach wurde er 1994 mit Louis L. Edemann, Robert Jackson, Ron Judkins, Andy Nelson, Steve Pederson und Scott Millan abermals für den BAFTA Award für den besten Ton in Schindlers Liste (1993) nominiert.
Campbell, der zwischen 1984 und 1987 den Zweig der Tontechniker im Gouverneursrat (Board of Governors) der Academy of Motion Picture Arts and Sciences (AMPAS) vertrat, erhielt 2001 den Preis für sein Lebenswerk (Career Achievement Award) der Gilde der Filmeditoren (Motion Picture Sound Editors, MPSE).
Von der MPSE wurde er außerdem danach mehrmals für deren Golden Reel Award nominiert: 2003 mit John A. Larsen, R.J. Kizer, Susan Dawes und Mildred Iatrou für Catch Me If You Can (2002), 2004 mit Richard C. Franklin, Mildred Iatrou, Christopher T. Welch, Chuck Michael, Doug Jackson, Ronald Eng, Bruce Richardson, Kimberly Lowe und Carin Rogers für den Zeichentrickfilm Sinbad – Der Herr der sieben Meere (2003) sowie zuletzt 2005 mit Richard C. Franklin, R.J. Kizer, Mildred Iatrou, Bernard Weiser und Vanessa Lapato für Terminal (2004).
Während seiner jahrzehntelangen Laufbahn arbeitete Charles L. Campbell mit Filmregisseuren wie Steven Spielberg, Patrick Gilmore, Tim Johnson, Joseph Sargent, Mel Stuart, Robert Zemeckis und Joel Schumacher zusammen.